# Трейман, Сэм
Сэм Бард Трейман (англ. Sam Bard Treiman; 27 мая 1925 — 30 ноября 1999) — американский физик-теоретик.
Член Национальной академии наук США (1972).

## Биография
Родился в семье еврейских иммигрантов из России Абрама Треймана (Abraham Treiman)(1884—1964) и Сары Бард (Sarah Bard) (1895—1944). С 1952 года работал в Принстонском университете (с 1963 года — профессор).
Работы в области квантовой теории поля, физики элементарных частиц, формальной теории рассеяния, физики космических лучей.
В 1958 году совместно с М. Гольдбергером положил начало применению дисперсионных соотношений к слабым взаимодействиям (соотношение Гольдбергера — Треймана). В 1962 году с Ч. Янгом сформулировал условие применимости модели однопионного обмена (модель Треймана — Янга). Предложил метод определения спина сигма-гиперонов (метод Треймана).